# Simon Zoller
Simon Zoller (Friedrichshafen, 26 de junho de 1991) é um futebolista profissional alemão que atua como atacante.

## Carreira
Simon Zoller começou a carreira no Karlsruher SC.